# Draft 1954 de la NBA
1953 1955
La draft 1954 de la NBA est la 8e draft annuelle de la National Basketball Association (NBA), se déroulant en amont de la saison 1954-1955. Elle s'est tenue le 24 avril 1954 à New York. Cette draft est composée de 13 tours et 100 joueurs ont été sélectionnés,.
Lors de cette draft, 9 équipes de la NBA choisissent à tour de rôle des joueurs évoluant au basket-ball universitaire américain. Les deux premiers choix de la draft se décident entre les deux équipes arrivées dernières de leur division lors de la saison 1953-1954. Les équipes NBA avaient la possibilité, avant la draft, de sélectionner un joueur qui venait d'un lycée à moins de 80 kilomètres de la ville et abandonnèrent alors leur premier choix, il s'agit du territorial pick.
Avec le premier choix au cours de cette draft, les Bullets de Baltimore ont choisi Frank Selvy.
Elle a vu la sélection du futur « Hall-of-Famer » Bob Pettit par les Hawks de Milwaukee, qui le sélectionnèrent au second rang, ainsi que Richie Guerin, sélectionné au second tour, en 17e position.
Le titre de NBA Rookie of the Year est remporté par Bob Pettit à la fin de la saison.

## Draft
| ^ | Signale un joueur qui a été intronisé au Basketball Hall of Fame                                                                |
| * | Signale un joueur qui a été sélectionné pour au moins un match annuel NBA All-Star Game et une récompense annuelle All-NBA Team |
| + | Signale un joueur qui a été sélectionné pour au moins un match annuel NBA All-Star Game                                         |
| m | Signale un joueur qui a remporté le titre de MVP au cours de sa carrière                                                        |
| R | Signale le joueur qui a remporté le titre de NBA Rookie of the Year                                                             |

### Premier tour
| Tour | Rang | Joueur                          | Équipe NBA               | Université       |
| ---- | ---- | ------------------------------- | ------------------------ | ---------------- |
| 1    | 1    | Frank Selvy+ (arrière/ailier)   | Bullets de Baltimore     | Furman           |
| 1    | 2    | Bob Pettit^ R m (ailier/pivot)  | Hawks de Milwaukee       | Louisiana State  |
| 1    | 3    | Gene Shue* (arrière)            | Warriors de Philadelphie | Maryland         |
| 1    | 4    | Dick Rosenthal (arrière/ailier) | Pistons de Fort Wayne    | Notre Dame       |
| 1    | 5    | Togo Palazzi (arrière/ailier)   | Celtics de Boston        | Holy Cross       |
| 1    | 6    | Johnny Kerr+ (pivot/ailier)     | Nationals de Syracuse    | Illinois         |
| 1    | 7    | Tom Marshall (arrière/ailier)   | Royals de Rochester      | Western Kentucky |
| 1    | 8    | Jack Turner (arrière/ailier)    | Knicks de New York       | Western Kentucky |
| 1    | 9    | Ed Kalafat (pivot/ailier)       | Lakers de Minneapolis    | Minnesota        |

### Deuxième tour
| Tour | Rang   | Joueur                       | Équipe NBA               | Université          |
| ---- | ------ | ---------------------------- | ------------------------ | ------------------- |
| 2    | 1 (10) | Bob Leonard (arrière)        | Bullets de Baltimore     | Indiana             |
| 2    | 2 (11) | Bob Mattick                  | Hawks de Milwaukee       | Oklahoma State      |
| 2    | 3 (12) | Larry Costello* (arrière)    | Warriors de Philadelphie | Niagara             |
| 2    | 4 (13) | Arnold Short                 | Pistons de Fort Wayne    | Oklahoma City       |
| 2    | 5 (14) | Red Morrison (ailier/pivot)  | Celtics de Boston        | Idaho               |
| 2    | 6 (15) | Dick Farley (arrière/ailier) | Nationals de Syracuse    | Indiana             |
| 2    | 7 (16) | Boris Nachamkin (ailier)     | Royals de Rochester      | NYU                 |
| 2    | 8 (17) | Richie Guerin^ (arrière)     | Knicks de New York       | Iona                |
| 2    | 9 (18) | Al Bianchi (arrière)         | Lakers de Minneapolis    | Bowling Green State |

### Joueurs notables draftés plus bas
| Tour | Rang   | Joueur                          | Équipe NBA               | Université |
| ---- | ------ | ------------------------------- | ------------------------ | ---------- |
| 4    | 3 (30) | Chuck Noble+ (arrière)          | Warriors de Philadelphie | Louisville |
| 9    | 8 (80) | Dick Garmaker* (arrière/ailier) | Lakers de Minneapolis    | Minnesota  |